# Sergej Bondarev
Sergej Aleksandrovič Bondarev (Sverdlovsk, 1º novembre 1980) è un pittore, grafico e scultore russo.
Ha partecipato a mostre russe e straniere. Vincitore del premio «TOP 50. I personaggi più famosi di San Pietroburgo» (2015)..

## Biografia
Sergej Bondarev nasce il 1º novembre 1980 a Sverdlovsk in una famiglia di teatranti.
Dopo essersi diplomato al liceo, entra alla scuola d’arte Ivan Šadr della città di Sverdlovsk, laureandosi nel 1998 in grafica industriale.
Sempre nel 1998 si iscrive all’Accademia di architettura e arte degli Urali e nel 2004 completa con successo i suoi studi specializzandosi in pittura monumentale.

## Percorso artistico
Nel 2005 si trasferisce a Mosca, dove inizia a lavorare come iIllustrator e editore in diverse grandi riviste patinate della capitale russa.
Nel 2007 crea il proprio brand di abbigliamento «Bearded Baby», lavorando nello stile «arte più moda». Presenta la sua prima collezione a Mosca alla Russian Fashion Week, dove incontra l’artista Vladislav Mamyšev-Monroe, che diventerà poi suo amico e fonte di ispirazione. Successivamente creeranno insieme un progetto di trasformazione.
Nel 2008 si trasferisce a San Pietroburgo insieme ad Aleksej Anisimov con cui creano l’Associazione artistica «KultuRRa» che promuove iniziative creative nel campo dell’arte e della moda.
Nel 2009 l’Associazione artistica «KultuRRa» apre il proprio spazio nel centro commerciale «Passage» sulla Prospettiva Nevskij. Lì iniziano a svolgersi progetti espositivi, vengono create sedi per artisti, si tengono conferenze, showroom, tavole rotonde e viene aperto il concept store di designer russi «Spazio KultuRRa». La creazione di questo progetto nel 2010 vale a Sergej la nomina per il premio «TOP 50. I personaggi più famosi di San Pietroburgo» e lui appare sulla copertina della rivista Sobaka.ru.
Nel 2013 torna alla pittura attiva e nel giro di un anno realizza una serie di opere che presenta nel novembre 2014 al Museo «Erarta». Questo progetto segna l’inizio di una nuova fase nel percorso dell’artista. La rinomata collezione d’arte contemporanea spagnola «Colección SOLO» acquista molti delle sue opere per il proprio spazio a Madrid. Il portale americano d’arte contemporanea Artsy.net scrive un editoriale sul lavoro di Sergej.
Nell’estate del 2015 si tiene la seconda grande mostra personale «Primo appuntamento» presso la galleria Bitnik, filiale di San Pietroburgo del progetto moscovita Sol'janka. Per questa mostra Sergej venne candidato per il premio «TOP-50. I personaggi più famosi di San Pietroburgo» per la terza volta e vince nella sezione «Arte».
Nel 2016 la Helsinki Fashion Week (Finlandia) candida Sergej Bondarev a diventare l’artista principale dell’anno e ad essere responsabile del design visivo di tutti gli eventi della settimana della moda finlandese. Nello stesso anno Bondarev riceve un’offerta per la creazione di un progetto di collaborazione con il grande magazzino di lusso Au Pont Rouge. Partecipa alla fiera artistica Art Basel a Hong Kong. Il teatro opera e balletto di San Pietroburgo «Michajlovskij» offre a Sergej la possibilità di collaborare per creare i manifesti dell’opera «La Bohème» di Giacomo Puccini.
Nel 2018 inizia a collaborare con famosi decoratori, interior designer e consulenti artistici di Mosca. I lavori di Sergej vengono inclusi in importanti progetti di design e sulle pagine di riviste come AD, Elle Decorazione, myDecor e altre. Famoso è diventato il progetto del ristorante SAVVA di Arkadij Novikov presso l’Hotel Metropol' (Mosca): per questo il famoso ristoratore acquistò infatti diverse opere di Bondarev.
Nel 2021 realizza un libro retrospettivo intitolato «Le avventure di Susanna». Il testo viene redatto per il 40º anniversario dell’artista ed è un racconto dedicato ai quarant’anni del suo percorso creativo. Un racconto sull’inizio del suo viaggio, che parte dalla nascita e prosegue con la formazione e l’apprendistato, per arrivare ai progetti espositivi, ai temi principali della creatività e dell’ispirazione. La pubblicazione viene presentata nel novembre 2021.
Nel gennaio 2022 l’artista si trasferisce in Italia (Milano), dove realizza una serie di opere dedicate al suo periodo italiano «Sciura», «Signora Cattiva», «Fiori di Milano» e altre.
Nel 2023 alcune delle opere create a Milano sono state presentate alla mostra «Something New, Something Borrowed» presso la Galleria Serene (Lugano, Svizzera).
Dipinti, grafica e collage di Sergej Bondarev si trovano in collezioni private in Russia, Europa, Stati Uniti, ecc. Mostre personali e collettive si sono tenute a Mosca, San Pietroburgo, Ekaterinburg, Rostov sul Don, Lugano.

## Mostre personali
- 2009 — «Fashion Mutation», progetto loft «Etaži», San Pietroburgo;
- 2011 — «Bearded Lady 97-79», Spazio KultuRRa, San Pietroburgo;
- 2014 — «Hmmm…», museo d’arte contemporanea «Erarta», San Pietroburgo;[10][11][12]
- 2015 — «Primo appuntamento», Beatnik Gallery, San Pietroburgo;[13]
- 2016 — «Must have 2016», centro commerciale Au Pont Rouge, San Pietroburgo;[14][15]
- 2016 — «Poetka», Kreutz Gallery, San Pietroburgo;[16][17][18]
- 2018 — «Chateau Perdu», Galleria Antonov, Ekaterinburg;
- 2018 — «Le signore in lilla», Galleria Orechov, Mosca;
- 2019 — «Le signore in lilla — 2», Galleria Orechov, Mosca;
- 2019 — «Anatomia di uno scheletro nell’armadio», Galleria Antonov, San Pietroburgo;[19]
- 2019 — «Specchi distorti», Galleria Antonov, San Pietroburgo;
- 2022 — «Nel caffè delle luci danzanti», spazio CUBE Moscow, Mosca.[20][21]

## Mostre collettive
- 2015 — «12 sedie», Museo regionale delle belle arti di Rostov, Rostov sul Don;
- 2016 — «Strisce», M-Gallery, Rostov sul Don;
- 2016 — «Ritratti di persone felici», galleria «Qui a Taganka», Mosca;
- 2017 — «Piccolo abito nero», M-Gallery, Rostov sul Don;
- 2018 — «Circo, circo, circo!», Galleria ART4, Mosca;
- 2018 — «Jazz in tre», M-Gallery, Rostov sul Don;
- 2020 — «Bastardi di pelle», Galleria Antonov, San Pietroburgo;
- 2023 — «Something new, something borrowed», Galleria Serene, Lugano, Svizzera.

## Premi e riconoscimenti
- Vincitore del premio «TOP 50. I personaggi più famosi di San Pietroburgo» (2015)[1][2]